# BMP-3
Il BMP-3 (in cirillico: БМП-3) è un veicolo da combattimento cingolato di fabbricazione sovietica prima e russa poi, sviluppato dal Kurgan Design Bureau sul finire degli anni ottanta quale aggiornamento al BMP-2 già in uso presso le Forze armate sovietiche.
Il BMP è stato progettato per missioni di ricognizione e di trasporto e supporto del personale militare in prima linea. È anche in grado di partecipare attivamente in battaglia in coordinamento con altre formazioni di corazzati.
Dal momento della sua entrata in servizio, ne sono state prodotte numerose varianti tra cui quella da posto comando BMP-3K, la BMP-3F da assalto anfibio e le versioni anticarro BMP-3 Khrizantema-S e Kornet-T.
Al 2021, sono in fase di test ulteriori versioni senza pilota nonché lo SPAAG automatizzato Derivatsiya basato sul telaio del BMP-3.

## Storia della produzione
La progettazione del BMP-3 o Obyekt 688M potrebbe risalire al prototipo di carro leggero Obyekt 685, con cannone da 100mm 2A48-1, del 1975. Questo veicolo non è stato prodotto in serie, ma il suo scafo, con un nuovo motore, è stato usato per il veicolo da fanteria di nuova generazione Obyekt 688 dalla A. Blagonravov. La configurazione d'arma dell'Obyekt 688 - cannone automatico da 30mm e lanciamissili Konkurs gemellati - era stata rifiutata, invece il nuovo sistema d'armamento 2K23 era stato scelto. Il nuovo BMP-3 è stato sviluppato nei primi degli anni ottanta e entrato in servizio ufficialmente nell'Armata Rossa nel 1987. Visto in pubblico per la prima volta nel 1990 nella parata di maggio, ha assunto la designazione NATO di ICV 1990/1.
La produzione è stata attivata nel grande stabilimento della Kurganmašzavod, a Kurgan.

## Armamento ed equipaggiamento
Il BMP-3, soprannominato Troyka, è uno dei più pesantemente armati veicoli da combattimento per la fanteria in servizio. È armato di un cannone/lanciatore da 100 mm 2A70 che può sparare i normali proiettili HE o missili anticarro 9M117 (AT-10 Stabber), con rispettivamente 40 e 8 colpi, un cannone automatico da 30 mm 2A72 con 500 colpi e che può sparare tra i 350 e i 400 colpi al minuto. Ci sono anche tre mitragliatrici PKT (di cui due sono poste sullo scafo frontale) da 7.62 mm con ciascuna 2000 colpi. Il BMP-3 è capace di ingaggiare bersagli alla distanza di 5000/6000 m con i ATGM 9K116-3 Basnya. Tuttavia il missile non può essere lanciato contro bersagli a una distanza inferiore di 300 m dal mezzo. In più ci vogliono ventisette secondi di volo del missile sino al bersaglio. Se il lanciamissili è distrutto la guida del missile s'interrompe e potrebbe mancare il bersaglio.

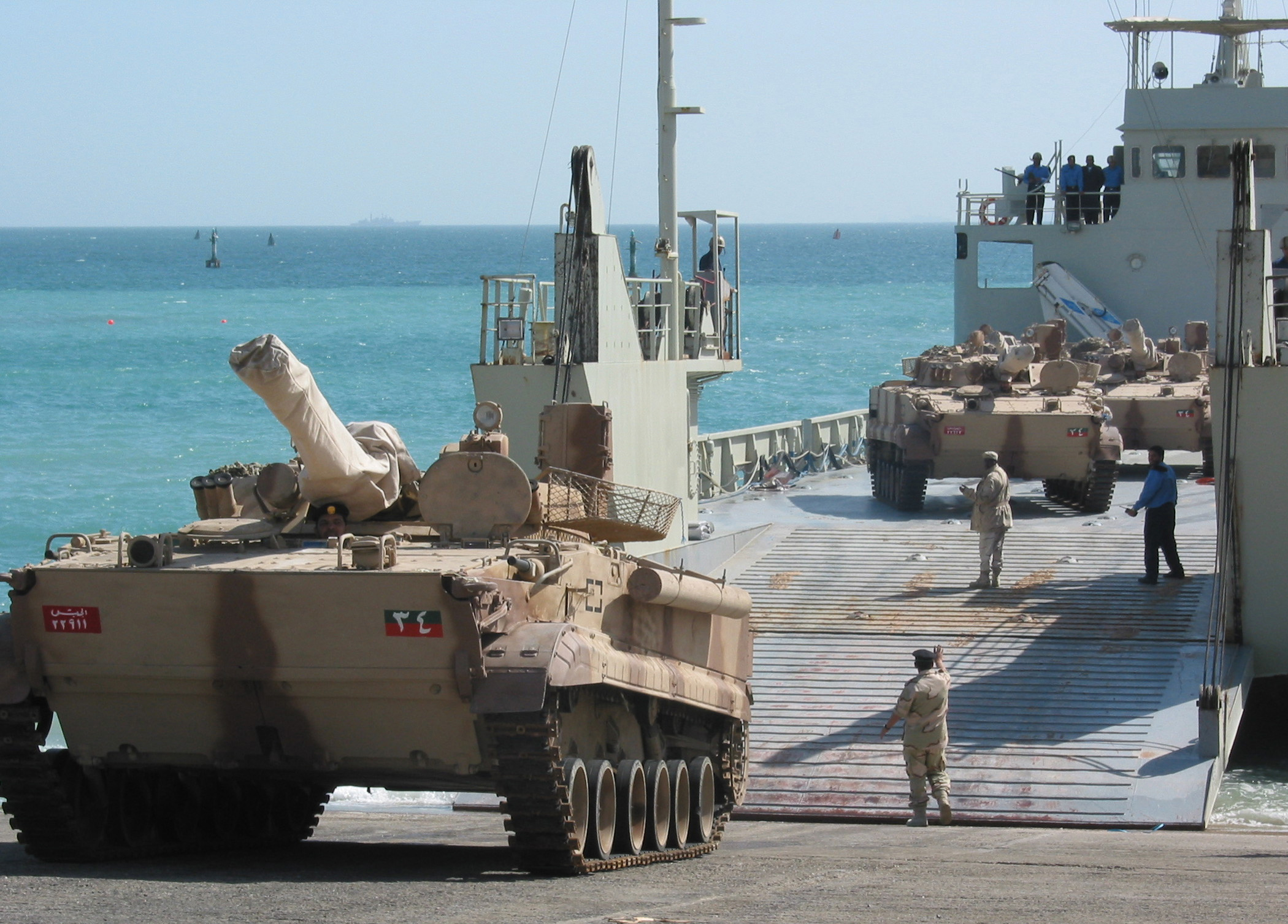
BMP-3 degli Emirati Arabi Uniti dotato di camera termica "Namut".

Secondo i creatori del veicolo tutte le armi possono fare fuoco quando il veicolo è fermo, in movimento o sta navigando corsi d'acqua. La capacità di lanciare missili in movimento è stata successivamente dimostrata nel 1991 negli Emirati Arabi Uniti durante delle valutazioni.
La torretta è dotata del sistema 2K23 che consiste in un caricatore automatico, computer balistico 1V539, sensore meteorologico, stabilizzatore 2E52-2, telemetro laser 1D16-3, visore/guida 1K13-2 e visore PPB-1 per cannoniere. Il capocarro ha un visore ottico combinato 1PZ-10, visore notturno/diurno TKN-3MB e visore all'infrarosso OU-3GA2.
Il veicolo porta anche un RPG-7, cinque RPG-18, due missili antiaerei spalleggiabili (SA-14 Gremlin e SA-18 Grouse) e dieci granate F-1.
Anche se i modelli iniziali erano dotati di motore da 450 cavalli UDT-29, i modelli successivi stati dotati della versione da 500 cavalli UTD-29M. L'altro equipaggiamento standard consiste in cinque feritoie di fuoco, un trasmettitore R-173, un ricevitore R-173P, un rilevatore di agenti NBC e radiazioni GO-27, un sistema di filtraggio FVU, un sistema di estinzione di incendi e sei lanciafumogeni da 81 mm 902V "Tucha".

## Versioni

### Federazione Russa

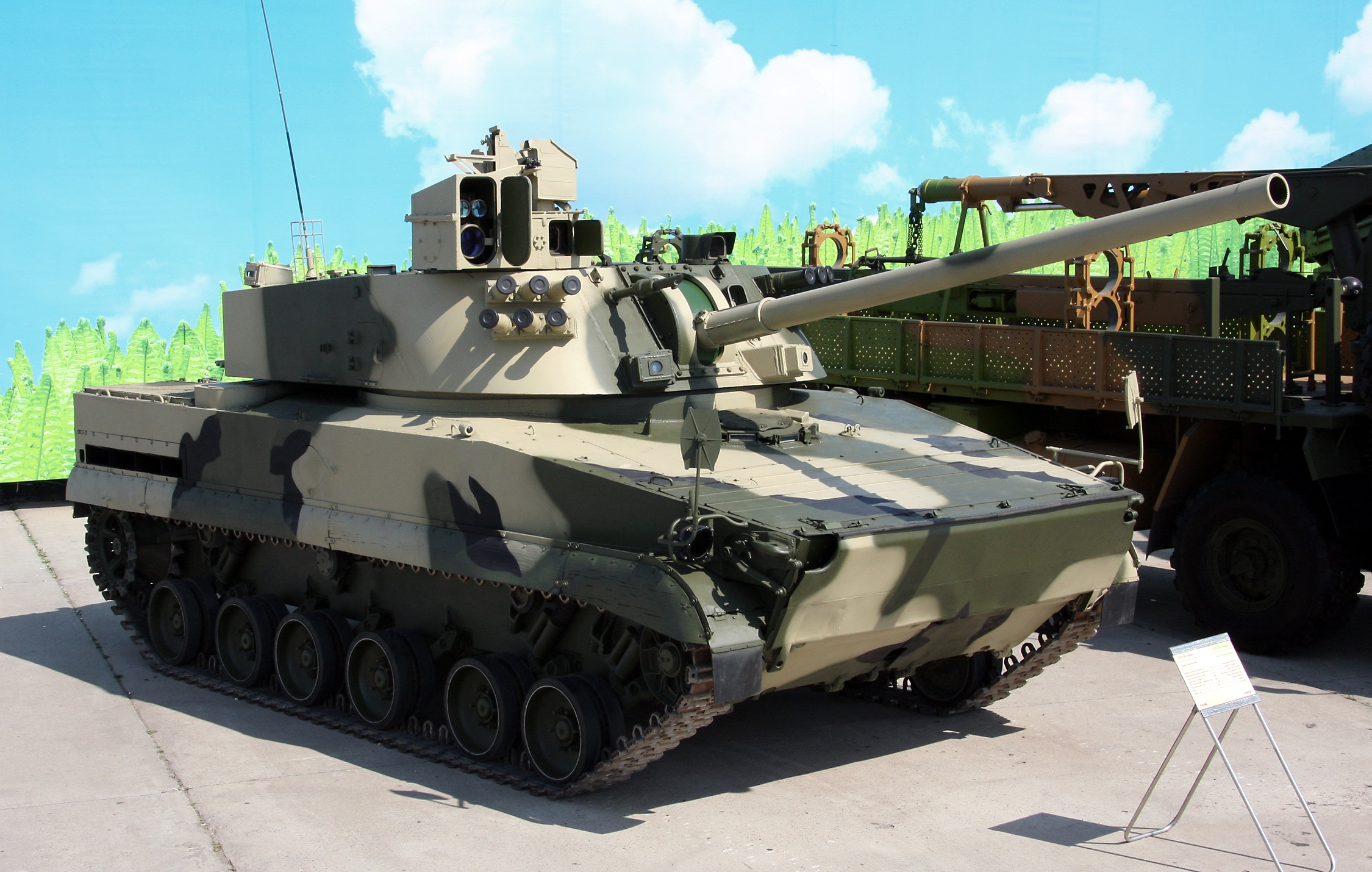
Un 2S31 Vena

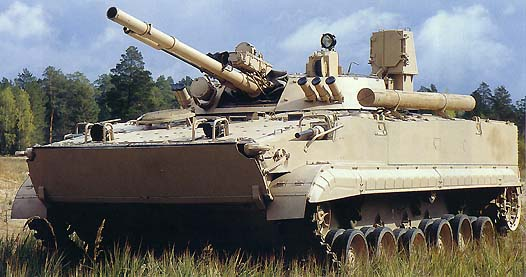
BMP-3 con camera termica "Namut".

- BMP-3: versione di base, come descritto sopra;
- BMP-3M: KBP e Kurganmashzavod hanno aggiornato il veicolo con una nuova torretta e motori. L'aggiornamento è stato chiamato BMP-3M e la torretta include un nuovo sistema di fuoco automatico con computer digitale, visore per cannoniere BZS1 con camera termica SAGEM e illuminatore laser, periscopio del capocarro TKN-AI con illuminatore IR e nuovo sistema per il caricamento delle munizioni. Il BMP-3M può anche sparare le nuove munizioni da 100mm a guida laser, nuovi proiettili HE-FRAG (alto esplosivo a frammentazione) e nuovi colpi da 30mm APDS (perforanti a perdita d'involucro). Protezione passiva addizionale consente l'impenetrabilità di proiettili AP da 12.7mm alla distanza di 50m. La corazza reattiva è disponibile come opzione. Il nuovo motore migliorato è il UTD-32 da 660 cavalli[1]. Attualmente esistono differenti modelli della versione M, alcuni con corazza addizionale, sistemi di protezione attiva "Arena-E" o "Shtora-1", aria condizionata e altro. L'ultima versione è conosciuta come BMP-4 dotata della torretta "Bakhcha-U" del BMD-4. Ci sono state le prove nel 1999;
- BMMP (bojevaya mashina morskoj pekhoti): versione per la fanteria navale, dotata di torretta del BMP-2;
- BMP-3K (komandnyi): versione comando che include nuove radio R-173, un AB-1 APU e un sistema di navigazione TNA-4-6. Il BMP-3K è senza mitragliatrici nello scafo, ma ha montate delle antenne nel posteriore dello scafo. L'equipaggio consiste in tre carristi più tre passeggeri;
- BMP-3F: designazione speciale per operazioni marine, con miglioramenti nella galleggiabilità e navigabilità, consente un ottimo tiro anche quando il mare è a forza 2. Può sopportare operazioni anfibie per sette ore[1];
- BRM-3K "Rys" (Ob.501) (boyevaya razvedivatel'naya mashina): versione da ricognizione con camera termica 1PN71 (3 km di raggio), intensificazione dell'immagine di seconda generazione 1PN65 (1.5 km di raggio), radar da sorveglianza 1RL-133-1 (scopre uomini a 3 km e veicoli a 12 km), computer 1V520 e un sistema di navigazione TNA-4-6. L'armamento consiste nel solo 30 mm 2A72 con 600 colpi e una mitragliatrice coassiale da 7.62mm con 2000 colpi. Pesa 19 tonnellate e ha 6 uomini d'equipaggio;
- BREM-L "Beglianka" (Ob.691) (bronirovannaya remontno-evakuatsionnaya mashina): veicolo corazzato da recupero;
- 9P157 "Khrizantema-S": versione anticarro che trasporta due missili controcarro AT-15; entrata in servizio nel 2012.
- 9P162 "Kornet-T": versione anticarro che trasporta missili anticarro AT-14 Spriggan; 20 unità in servizio al 2012.
- 2S31 Vena: veicolo per supporto di fuoco armato di mortaio da 120 mm; basato su telaio BMP-3, è in servizio dal 2010.
- DZM "Vostorg-2" (dorozhno-zemlerojnaya mashina): veicolo da combattimento del genio dotato di lama ed escavatore. Prototipo;
- UR-93 (ustanovka razminirovaniya): sistema sminatore. Prototipo;
- UNSh (unifitsirovannyj shassi): scafo per varianti specializzate;
- KhTM(khodovoj trenazhor): veicolo guida per addestramento;
- Hermes: antiaereo con missili ad alta velocità e radar. Prototipo.
- Derivatsiya-PVO  - Veicolo semovente per la difesa aerea basato su telaio BMP-3 dotato di un cannone automatico da 57 mm, progettato per abbattere veicoli aerei senza pilota (UAV), missili da crociera, missili aria-superficie, aerei, elicotteri e razzi MLRS.
- UDAR UGV - Veicolo terrestre senza pilota basato sul telaio cingolato del BMP-3 con lo scafo centrale rialzato per adattarsi al DUBM-30 Epoch armato con cannone automatico 2A42, mitragliatrice PKMT da 7,62 mm e ATGM Kornet-M.

### Repubblica Popolare Cinese
- ZBD97: versione cinese con torretta "Bakhcha-U" montata su scafo di concezione nazionale. Le varianti offrono un veicolo d'assalto anfibio, veicolo da recupero corazzato, veicolo da combattimento del genio e mortaio semovente da 120mm.

## Utilizzatori
Il più grande numero di BMP-3 in servizio fuori dalla Russia si trovano negli Emirati Arabi Uniti:
- Azerbaigian: 1 BMP-3 nel 2007.
- Cipro: 43 BMP-3 nel 2007.
- Grecia: 420 BMP-3M ordinati nel 2008.[2]
- Indonesia: 20 BMP-3F ordinati.
- Corea del Sud: 70 BMP-3 nel 2007.
- Kuwait: 120 BMP-3 nel 2007.
- Russia: 190 BMP-3 dell'esercito nel 2007.
- Ucraina: 4 BMP-3 nel 2007.
- Emirati Arabi Uniti: 415 BMP-3 nel 2007.

 Venezuela
- Ejército Nacional de la República Bolivariana de Venezuela

123 esemplari consegnati tra il 2011 ed il 2014 ed in servizio al settembre 2018.

### Ex-utilizzatori
- Unione Sovietica: passati agli stati nati dall'Unione Sovietica dopo il 1991.